# Champignol-lez-Mondeville
Champignol-lez-Mondeville ist eine französische Gemeinde mit 259 Einwohnern (Stand: 1. Januar 2022) in der Region Grand Est im Département Aube. Der Ort gehört zum Arrondissement Bar-sur-Aube und zum Kanton Bar-sur-Aube. Die Einwohner werden je nach Ortschaft Champignolais genannt.

## Geographie
Champignol-lez-Mondeville liegt etwa 48 Kilometer ostsüdöstlich von Troyes. Umgeben wird Champignol-lez-Mondeville von den Nachbargemeinden Urville im Norden, Arconville im Nordosten, Ville-sous-la-Ferté im Osten, Laferté-sur-Aube im Südosten, Villars-en-Azois im Süden, Saint-Usage im Süden und Südwesten, Vitry-le-Croisé im Westen sowie Bligny im Nordwesten.
Durch die Gemeinde führt die Autoroute A5.

## Bevölkerungsentwicklung
| 1962                       | 1968 | 1975 | 1982 | 1990 | 1999 | 2006 | 2017 |
| -------------------------- | ---- | ---- | ---- | ---- | ---- | ---- | ---- |
| 398                        | 393  | 333  | 331  | 288  | 305  | 335  | 276  |
| Quellen: Cassini und INSEE |      |      |      |      |      |      |      |

## Sehenswürdigkeiten
- Kirche Saint-Laurent
- romanische Kapelle Notre-Dame de l’Annonciation in Mondeville aus dem 12./13. Jahrhundert, Monument historique seit 1927
- Turm des Ministerialensitzes aus dem 13. Jahrhundert, Monument historique seit 2010
- Grangie von Sermoise, zwischen 1222 und 1235 erbaut, seit 2001 Monument historique

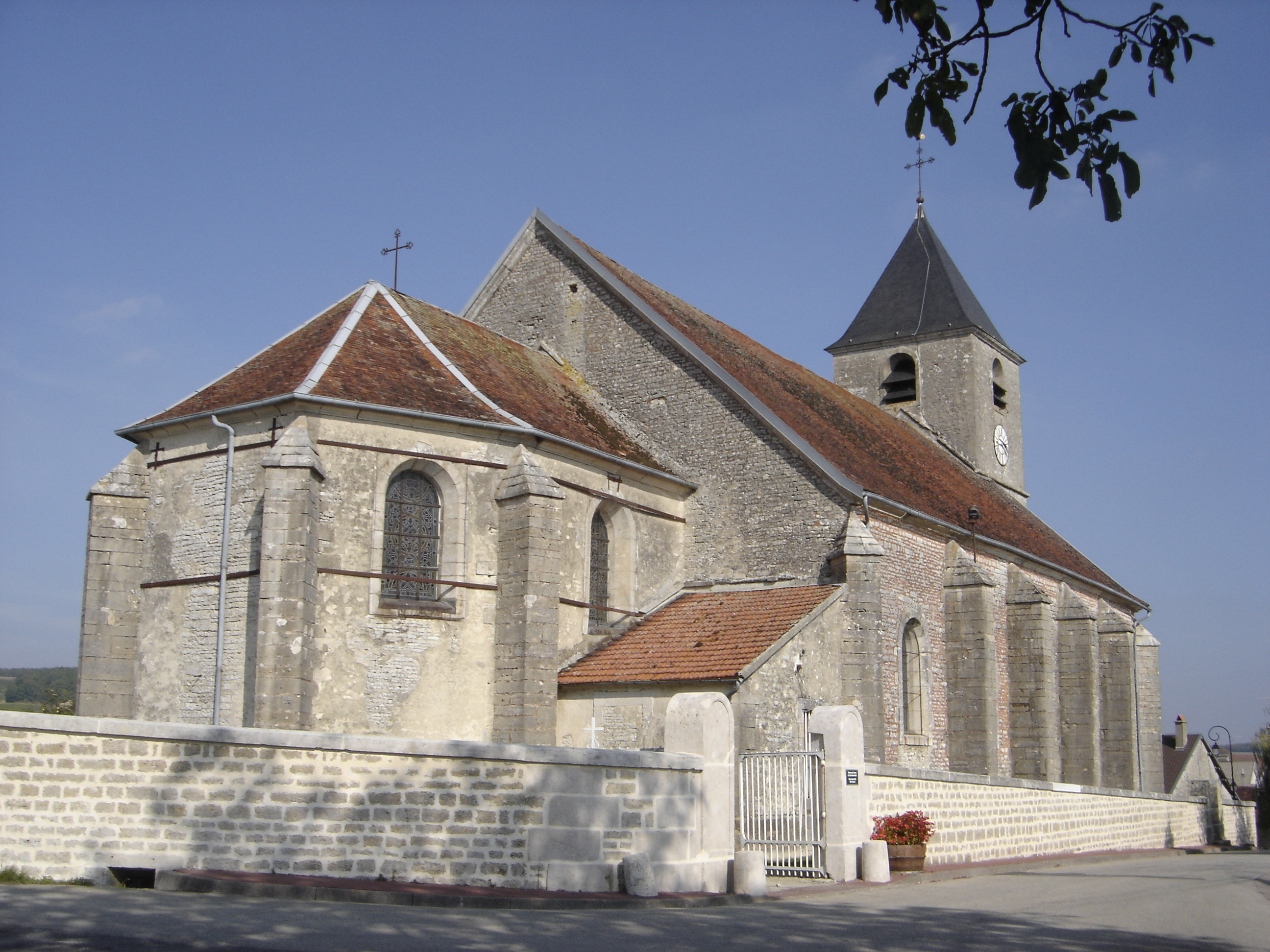
Kirche Saint-Laurent
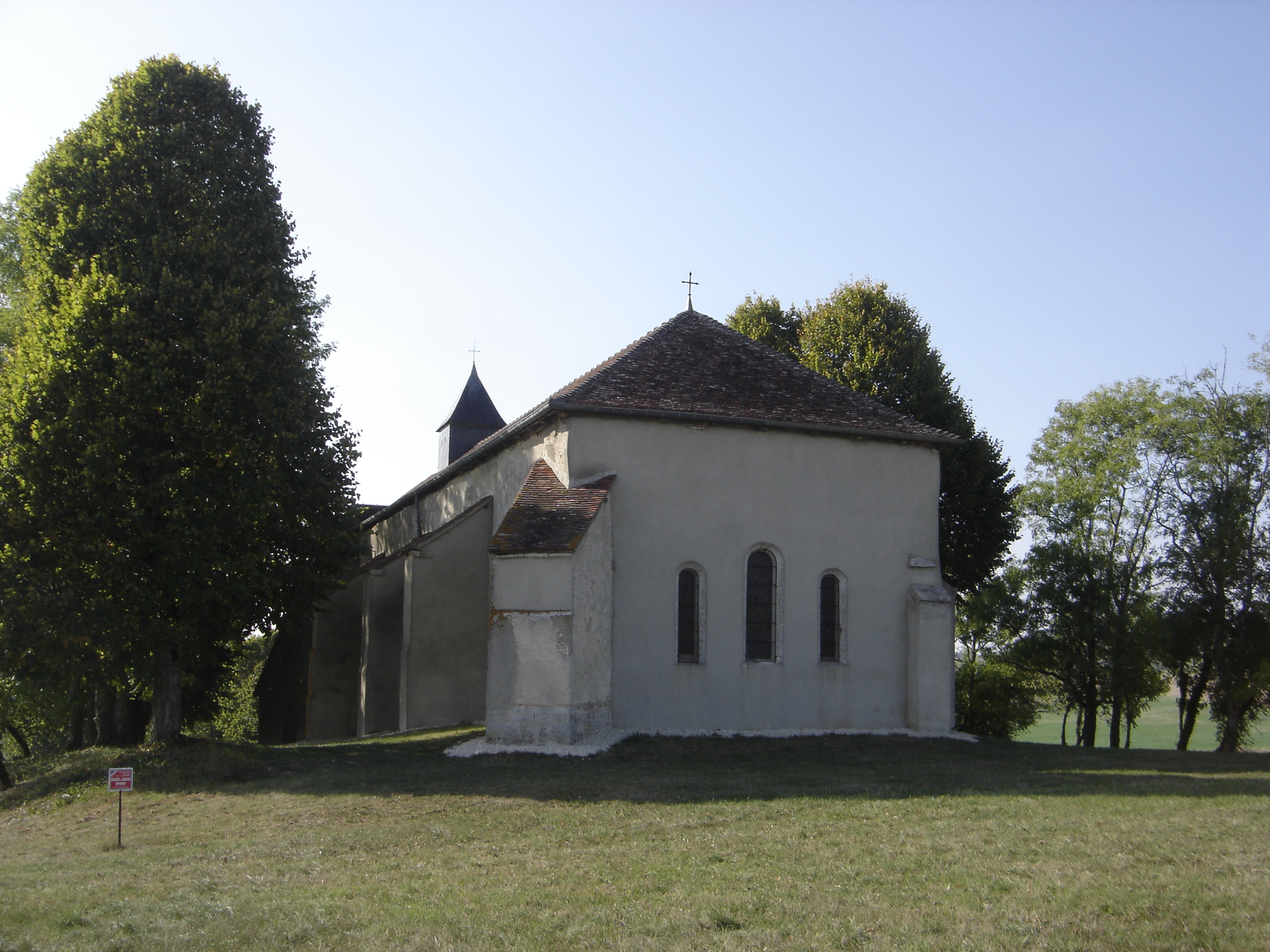
Kapelle Notre-Dame-de-l’Annonciation

## Persönlichkeiten
- Pierre Riel de Beurnonville (1752–1821), Marschall von Frankreich, Kriegsminister 1793